# Schwenninger Wild Wings
Schwenninger Wild Wings – niemiecki klub hokejowy z siedzibą w Villingen-Schwenningen.
Do końca sezonu 2012/2013 zespół występował w rozgrywkach 2. Bundesligi. W maju 2013 klub postanowił przejąć licencję na grę w Deutsche Eishocke Liga (DEL), z której zrezygnowała drużyna Hannover Scorpions. W lipcu 2013 klub otrzymał licencję na występy w DEL oraz przedstawił nowe logo.

## Dotychczasowe nazwy klubu
- SEC Schwenningen (1904–1950)
- Schwenninger ERC (1950–1994)
- Schwenninger Wild Wings (od 1994)

## Sukcesy
- Półfinał w play-off Bundesligi: 1900
- Srebrny medal mistrzostw Niemiec: 1974, 1976, 1984, 1995
- Srebrny medal 2. Bundesligi: 2010, 2011

## Zawodnicy

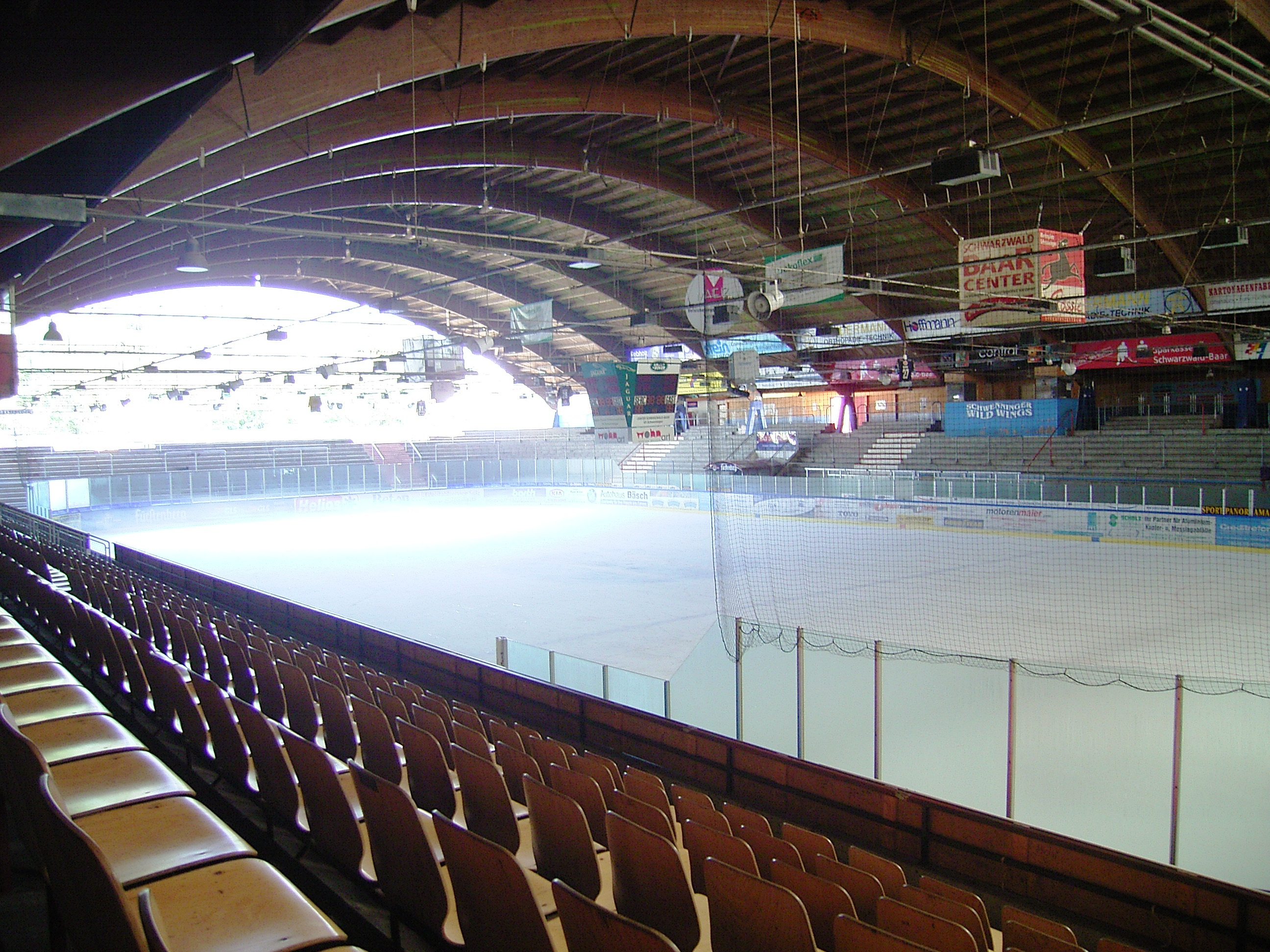
Lodowisko klubu (przed przebudową)

Wychowankiem klubu jest m.in. Niemiec Yannic Seidenberg. W klubie występował także inny reprezentant Niemiec Marcel Goc (1999-2002, obecnie w klubie NHL - Florida Panthers). Ponadto w drużynie grali Polacy: Andrzej Schubert (1987-1991), Jacek Płachta (2000-2001). Od 2009 w zawodnikiem drużyny jest Adam Borzęcki, a od 2013 Paweł Dronia.